# Monomma semirufum
Monomma semirufum es una especie de coleóptero de la familia Monommatidae.

## Distribución geográfica
Habita en Gabón.